# Cantó de Solhac
El cantó de Solhac és un cantó francès del departament de l'Òlt, situat al districte de Gordon. Té 9 municipis i el cap és Solhac.

## Municipis
- Ginhac
- La Cava
- La Capèla Ausac
- Lanzac
- Mairac
- Mairona
- Pinçac
- Sent Sòsi
- Solhac

## Història
| Data d'elecció                           | Identitat        | Partit | Qualitat |
| ---------------------------------------- | ---------------- | ------ | -------- |
| 1949-1985                                | Edmond Massaud   | PS     |          |
| 1985-2004                                | Alain Chastagnol | RPR    |          |
| 2004-                                    | André Lestrade   |        |          |
| les dades anteriors no són pas conegudes |                  |        |          |
|                                          |                  |        |          |

## Demografia
| 1962  | 1968  | 1975  | 1982  | 1990  | 1999  | 2006  |
| ----- | ----- | ----- | ----- | ----- | ----- | ----- |
| 5.974 | 6.614 | 6.751 | 6.695 | 6.926 | 7.471 | 7.974 |